# المركز الوطني لألعاب القوى
المركز الوطني لألعاب القوى هو ملعب مقترح مخصص لألعاب القوى في بودابست،المجر.من المتوقع أن يستضيف بطولة العالم لألعاب القوى 2023.الستاد الجديد سيتم بنائه على الضفة الشرقية من نهر الدانوب في جنوب مدينة بودابست ومن المتوقع أن يستوعب 40 ألف مشجع سيتم تخفيضها إلى 15 ألف مشجع بعد بطولة 2023.